# Die Brücke (institut)
Pour les articles homonymes, voir Die Brücke (homonymie).
Die Brücke est un institut allemand de diffusion de l’information ayant eu une existence éphémère de 1911 à 1914. Son nom complet officiel était  Die Brücke – Internationales Institut zur Organisierung der geistigen Arbeit (« Le Pont – Institut international d'organisation du travail intellectuel »).

## Description
L'institut Die Brücke est fondé en 1911 par Wilhelm Ostwald, lauréat du prix Nobel de chimie deux ans plus tôt, Karl Bührer et Adolf Saager à Munich. Parmi ses autres membres figurent Svante Arrhenius et Wilhelm Erner. Paul Otlet en est le président d'honneur.
Les objectifs de l'institut étaient l'élaboration d'une encyclopédie complète et illustrée sur des feuilles aux formats standardisés, et d'organiser en l'améliorant  l'information et la communication scientifiques. Les tâches suivantes ont été, en partie, réalisées :
- constituer une archive mondiale du matériel publié, en particulier à partir de revues, de catalogues, de matériel publicitaire, etc. La section Musique et Théâtre contenait à elle seule plus d'un million d'articles ;
- être la source d'information pour les expositions et autres activités ;
- devenir un collège d'organisation et de gestion des organisations ;
- publier un journal bihebdomadaire, Die Brückenzeitung. Le journal avait des tirages de 6 000 à 10 000 exemplaires et était distribué soit gratuitement (référence 1), soit pour 10 marks/an. La publication a cessé lorsque Die Brücke a fait faillite en 1913 ;
- établir des normes mondiales pour le matériel publié.

Des archives semblent avoir existé, mais ont été détruites lorsque l’organisation dépose son bilan au bout de deux ans. Le collège n’a jamais démarré, la revue a été publiée et une norme mondiale a été établie.

## LeWeltformat: une norme mondiale
L'une des tâches principales que s’était fixée l’institut était d'établir une norme mondiale pour les documents publiés, une idée nouvelle à l'époque. L’idée était très simple et reposait sur deux règles :
- chaque taille standard serait un rectangle avec un rapport dimensionnel de √2
- chaque taille standard successive doublerait de superficie, en commençant par 1,41 cm2.

Ces normes étaient appelée le « Format mondial » (Weltformat) I-XVI, dont les tailles au nombre de seize étaient les suivantes :
I : 1 × 1,41 cm
II : 1,41 x 2 cm
III : 2 x 2,83 cm
IV : 2,83 x 4 cm
V : 4 x 5,66 cm
VI : 5,66 x 8 cm — Les normes I à VI étaient destinées aux étiquettes, billets, timbres, ex-libris et petits objets similaires.
VII : 8 x 11,3 cm
VIII : 11,3 x 16 cm
IX : 16 x 22,6 cm
X : 22,6 x 32 cm — Les normes VIII à X étaient destinées aux petits livres, dépliants et publications similaires.
XI : 32 × 45,3 cm
XII : 45,3 × 64 cm
XIII : 64 × 90,5 cm
XIV : 90,5 × 128 cm
XV : 128 × 181 cm
XVI : 181 × 256 cm
L'institut souhaitait promouvoir sa nouvelle norme en faisant imprimer des publicités et d'autres éléments à son format. C’est la raison pour laquelle l’institut se rapproche d’hommes d’affaires influents L'un d'eux est Ludwig Roselius, fondateur de la société Coffee Hag. Karl Wilhelm Bührer s'adresse à l'artiste héraldique Otto Hupp et, avec Roselius, ils lancent une grande publication sur les armoiries allemandes (et plus tard étrangères) des villes et des villages (connues sous le nom d'albums Coffee Hag). Dans les coupons Coffee Hag ont été ajoutés des coupons pour lesquels on pouvait obtenir des vignettes avec les armoiries d'une ville ou d'une cité. Ces vignettes pourraient être collés dans les albums. Les vignettes étaient imprimés au Weltformat V, les albums au Weltformat IX. Ces normes étaient également mentionnées sur les timbres et dans les livres afin d'en promouvoir l'idée. Les séries ont été publiées longtemps après la disparition de Die Brücke et, dans la deuxième édition des albums allemands, la référence au Weltformat est supprimée. La taille des vignettes est cependant restée identique dans tous les albums européens jusque dans les années 1950. Jusqu'au milieu des années 1920, les timbres suisses utilisaient encore le texte Weltformat V.
Die Brücke fait faillite en 1913 et est dissous en 1914. L'idée d'une norme mondiale été reprisée 1922 par l'Institut allemand de normalisation (DIN) ; c’est ainsi que les formats de papier standard de A1 à A6 sont basés sur le Weltformat de Die Brücke.